# Balışeyh (district)
Balışeyh is een Turks district in de provincie Kırıkkale en telt 8.221 inwoners (2007). Het district heeft een oppervlakte van 676,8 km². Hoofdplaats is Balışeyh.
De bevolkingsontwikkeling van het district is weergegeven in onderstaande tabel.
| 1997   | 2000   | 2007  |
| ------ | ------ | ----- |
| 11.283 | 13.702 | 8.221 |